# HMS Godetia (K72)
HMS Godetia (K72) je bila korveta razreda flower Kraljeve vojne mornarice, ki je bila operativna med drugo svetovno vojno.

## Zgodovina
Ladja je trčila s trgovsko ladjo Marsa in se potopila.